# Жильбер (герцог Бургундии)
Жильбер (Гизельберт) де Шалон или Жильбер де Вержи (фр. Gilbert de Chalon, ок.900 — 8 апреля 956, Париж) — граф Авалона с 918, граф Оксуа, Шалона и Десмуа с 924, граф Бона с 925, граф Отёна, граф де Труа и герцог Бургундии с 952, архграф Бургундии с 952, сын Манасии I Старого, графа де Шалон, и Ирменгарды, дочери Бозона Вьеннского.
Существует версия, что его имя было начертано как имя донатора на фасаде Отенского собора и было ошибочно принято за имя первого известного романского скульптора - см. Гислеберт Отенский. 

## Биография

### Правление
После смерти его отца, Манасии I, владения, которыми тот владел, были разделены между сыновьями. Старший, Вало (ум. 924), унаследовал Шалон, Жильбер получил графство Авалон, Манасия II Младший (ум. 936) получил графства Оксуа и Дижон, а также Вержи. Младший сын, Эрве (ум. после 920), стал епископом Отёна. После смерти Вало в 924 году Шалон унаследовал Жильбер. Он женился на дочери Ричарда Заступника, герцога Бургундии, что укрепило его связи с бургундским герцогским домом, хотя в 931/932 году у него и вышел конфликт с королём Раулем, в результате чего Жильбер потерял замок Авалон. При этом Жильбер оставался верным вассалом герцога Гуго Чёрного.
После смерти бездетного Гуго Бургундия перешла к Жильберу. Но у него не было сыновей, поэтому еще при жизни Жильбер передал все права на герцогство Гуго Великому, который женил на старшей дочери Жильбера, Лиегарде, своего второго сына Оттона, который в итоге унаследовал после смерти Жильбера в 956 году Бургундию. Вторая дочь, Аделаида, вышла замуж за Ламберта, младшего сына Роберта, виконта Дижона. По решению короля Лотаря Шалон унаследовал Ламберт, хотя на Шалон претендовал также Роберт де Вермандуа, граф Мо, женатый на младшей дочери Жильбера, Адели-Верре. В итоге Роберту досталось графство Труа.
8 апреля 956 года Жильбер был у Гуго Великого в Париже, празднуя Пасху, но неожиданно умер.

### Брак и дети
Жена: Ирменгарда, возможно, дочь герцога Бургундии Ричарда Заступника. Дети:
- Лиегарда; муж: с 955 Оттон (ум.965), герцог Бургундии
- Аделаида; муж: Ламберт Дижонский (ок.930—979), граф де Шалон
- Адель-Верра; муж: Роберт де Вермандуа (ум.967), граф Мо и Труа